# Iridium
Iridium är en vit metall med något gulaktig ton i platinafamiljen. Till platinametallerna hör även platina, osmium, palladium, rutenium och rodium. Iridium upptäcktes av engelsmannen Smithson Tennant i resterna efter att råmaterial av platina hade upplösts av kungsvatten. Namnet kommer antingen av gudinnan Iris eller latinets iris, ”regnbåge”, men bägge syftar på iridiums olikfärgade salter, som dessutom är kraftiga.
Tennant gjorde upptäckten 1803. Det var också han som namngav det nyupptäckta elementet.

## Förekomst
Iridium finns inte i stora mängder på jorden, men är desto vanligare i rymden. I samband med meteoritnedslag får jorden en tillfällig förhöjd halt av iridium som sedan sedimenterar på havsbottnen. Förhöjda halter av iridium i en specifik del av en lagerföljder är därför en tillförlitlig indikation på att ett meteoritnedslag skett vid tidpunkten för sedimentens avsättning.

## Egenskaper
Iridium är mycket hårt och bräckligt vilket gör det svårt att maskinbearbeta. Iridium är den korrosionsbeständigaste av alla metaller. Iridium angrips inte av några syror utan endast av smälta salter som natriumklorid, NaCl och natriumcyanid, NaCN. Den uppmätta densiteten är något lägre än osmiums men teoretiska beräkningar utifrån kristallstrukturen har indikerat att iridium är något tätare och borde ge högre densitet, 22,65 kg/dm³, än osmium, 22,61 kg/dm³. För närvarande är det alltså osäkert vilket grundämne som har högst densitet.

## Framställning och användning
Iridium utvinns som biprodukt i nickelgruvor. Det ingår i arkivmetern i Paris som består av 90 % platina och 10 % iridium, och vars längd fram till år 1960 var definitionen av en meter. Standardkilogrammet är gjort av samma legering. Metallen används i elektriska kontakter och i legeringar som ska tåla höga temperaturer.